# Herb Opawy

Herb Opawy

Herb Opawy – jeden z symboli miasta Opawa.

## Opis herbu
Tarcza herbowa dzielona w słup, w prawej połuorzeł srebrny w czerwonym polu, w lewej w srebrnym polu srebrny słup graniczny z trzema czerwonymi krokwiami na opak

## Historia
Najstarsza znana pieczęć miejska Opawy została przyłożona na dokumencie z 1311 roku. W polu pieczęci znajdowała się gotycka tarcza ze słupem obarczonym trzema krokwiami. Na mapie Helwiga z roku 1561 barwy tego herbu wyglądały następująco: czerwone pole, czarny słup, srebrne krokwie.
24 listopada 1579 roku Opawa otrzymała przywilej herbowy od Rudolfa II, w którym jej herb został ubogacony połową srebrnego orła w polu czerwonym. Początkowo nowy herb używano zamiennie ze starym, o czym świadczy np. herb Opawy (Troppaw) z herbarza Siebmachera z 1605 roku, identyczny z pierwotnym. Z biegiem czasu używany herb zaczął różnić się szczegółami od nadanego w 1579 roku, np. zmieniano orientację krokwi.
W XIX wieku srebrnego orła w czerwonym polu zastąpił orzeł dolnośląski. Dekretem z 16 listopada 1895 roku władze państwowe przywróciły wygląd herbu Opawy na podstawie specjalnie sprowadzonej z Pragi kopii przywileju Rudolfa II. Formę herbu potwierdzano następnie w latach 1991 i 2002.

Pierwotny herb Opawy
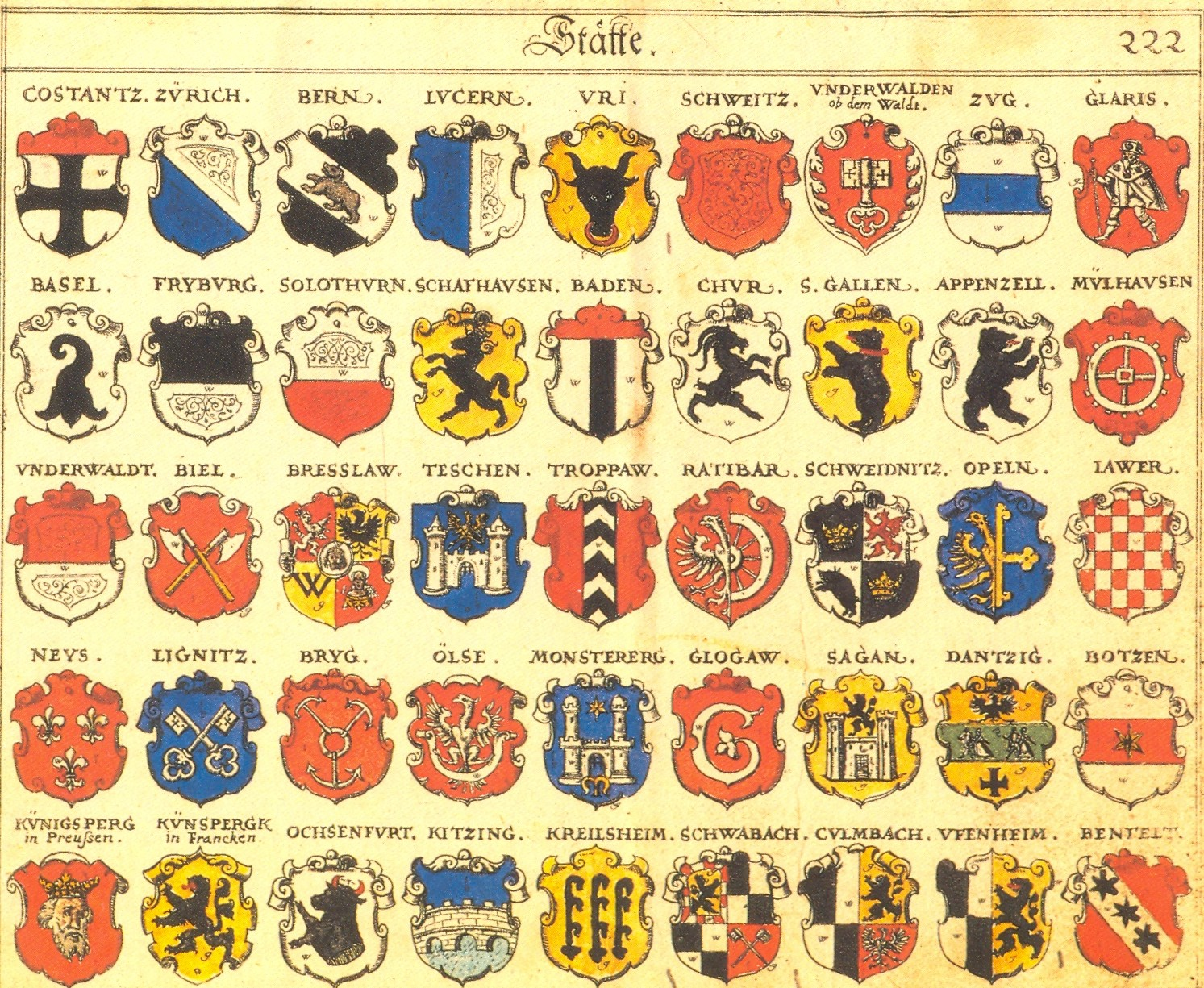
Herb Opawy w herbarzu Johanna Siebmachera (piąty z lewej w trzecim rzędzie)